# Copa del Món Femenina de Futbol de 2023

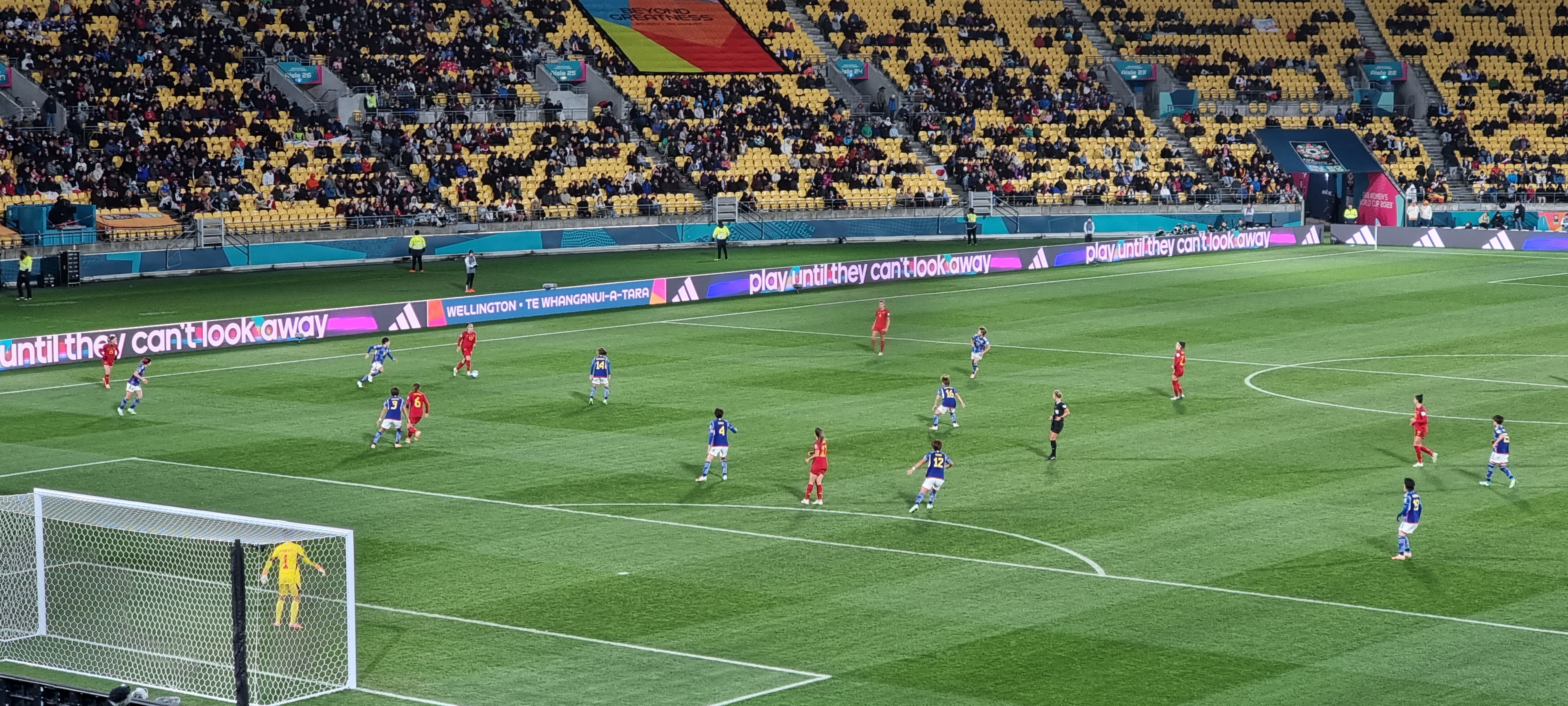
Partit entre el Japó i Espanya del grup C a Wellington, Nova Zelanda.

La Copa del Món Femenina de la FIFA Austràlia/Nova Zelanda 2023 (en anglès: FIFA Women's World Cup Australia & New Zealand 2023™) és la novena edició de la Copa Mundial Femenina de Futbol organitzada per la FIFA.
Es duu a terme a Austràlia i Nova Zelanda, sent la primera vegada que una candidatura conjunta és seu d'un mundial femení, i la primera ocasió en la qual es juga la copa al continent oceànic. És el primer campionat de futbol organitzat per la FIFA que es realitza a dues confederacions diferents: la Federació de Futbol d'Austràlia és membre de la Confederació Asiàtica de Futbol (AFC), mentre que la Federació de Futbol de Nova Zelanda pertany a la Confederació de Futbol d'Oceania (OFC). És la primera edició que compta amb la participació de 32 seleccions, després de l'aprovació del Consell de la FIFA del 31 de juliol de 2019.

## Elecció de la seu
El procés de candidatura per acollir la Copa del Món Femenina de la FIFA de 2023 va iniciar el 19 de febrer de 2019.
Posteriorment, després de l'ampliació a 32 equips, les dates es van modificar i les Federacions membre tenien fins al 16 d'agost de 2019 per enviar una declaració d'interès i fins al 2 de setembre de 2019 per fer el registre oficial de candidatura.
Finalment 9 candidatures van mostrar el seu interès: l'Argentina, Austràlia, Bolívia, el Brasil, Colòmbia, Corea del Nord/Corea del Sud, el Japó, Nova Zelanda i Sud-àfrica. Més endavant, Austràlia i Nova Zelanda van anunciar una candidatura conjunta. Bèlgica va expressar interès d'organitzar el torneig després d'anunciar-se una nova data límit, però finalment es va retirar abans de la seva candidatura oficial.
L'organització de la Copa del Món Femenina de Futbol incloïa (originalment) els drets per a organitzar la Copa Mundial Femenina de Futbol Sub-20 l'any anterior al mundial de seleccions absolutes; no obstant això, la pandèmia de COVID-19 va obligar a la FIFA canviar el calendari internacional. L'elecció de la seu del Mundial 2023 va ser anunciada el 25 de juny de 2020, on el president de la FIFA va anunciar a Austràlia i Nova Zelanda com a amfitriones del torneig superant a la candidatura de Colòmbia en la votació del Consell de la FIFA.
Les candidatures per a acollir el torneig van ser:
- Candidatures oficials

1. Austràlia /  Nova Zelanda
2. Colòmbia

- Candidatures retirades

1. Brasil
2. Japó[6]

- Candidatures descartades

Les Federacions van mostrar una declaració d'interès per a ser seu del torneig, però es van retirar abans d'aprovar-se la seva candidatura oficial o no van presentar la documentació requerida davant la FIFA.
1. Argentina
2. Bèlgica
3. Bolívia[7]
4. Corea del Nord /  Corea del Sud
5. Sud-àfrica[6]

| Candidatures             | Vots    |
| Candidatures             | Ronda 1 |
| ------------------------ | ------- |
| Austràlia / Nova Zelanda | 22      |
| Colòmbia                 | 13      |
| Abstencions              | 0       |
| Vots totals              | 35      |

## Símbols i màrqueting

### Mascota
La mascota oficial es va presentar el 19 d'octubre de 2022. El nom de la mascota és Tazuni. És una pingüí jove de 15 anys. El seu nom és una fusió de les paraules «mar de Tasmània», que ella considera la seva llar, i «unitat». Representa a un pingüí petit (Eudyptula minor), espècie endèmica tant d'Austràlia com de Nova Zelanda.

### Marca
L'emblema i lema de la Copa del Món Femenina de la FIFA Austràlia/Nova Zelanda 2023 va ser presentat el 28 d'octubre de 2021 en un programa de televisió en directe; per Optus Sport a Austràlia i per Sky TV a Nova Zelanda.
L'emblema presenta una pilota de futbol en la part central, envoltat de 32 acolorits quadres que representen als 32 països participants. Els motius que apareixen en colors blau i verd amb la llegenda AU-NZ 2023 representen els paisatges, els boscos, les terres, les muntanyes, les aigües, les ciutats i els vius colors de tots dos països amfitrions, a més les figures de fons representen a les cultures (maori i indígenes australianes), famílies i persones que viatjaran i seran part del Mundial. L'emblema es complementa amb el trofeu de la Copa Mundial Femenina de Futbol i amb la llegenda "FIFA Women's World Cup".
El lema oficial és Beyond Greatness™, que es tradueix al català com a Grandesa sense límits.

### Cançó oficial
El tema oficial per a aquesta edició és «Unity» de la cantant britànica Kelly Lee Owens.

### Drets de retransmissió
| Albània - RTSH                                                          |
| Alemanya - ARD i ZDF                                                    |
| Argentina - Televisión Pública i TyC Sports                             |
| Austràlia - Optus TV                                                    |
| Àustria - ORF                                                           |
| Bolívia - Unitel                                                        |
| Brasil- TV Globo i SporTV                                               |
| Cambodja - beIN Sports                                                  |
| Canadà - CTV Television Network, The Sports Network y Réseau des sports |
| Qatar - beIN Sports                                                     |
| Xile - Chilevisión i Canal 13                                           |
| R.P. de la Xina - CCTV                                                  |
| Colòmbia - Caracol Televisión i Canal RCN                               |
| Costa Rica - Teletica i Repretel                                        |
| Dinamarca - Nordic Entertainment Group                                  |
| Espanya - Gol (canal de televisión)                                     |
| Estats Units - FOX i Telemundo                                          |
| Finlàndia - Nordic Entertainment Group y Yleisradio                     |
| França - TF1                                                            |
| Indonèsia - RCTI, MNCTV, GTV, iNews                                     |
| Islàndia - Nordic Entertainment Group                                   |
| Japó - Tokyo NHK General TV, Tokyo Fuji Television y J Sports           |
| Llatinoamèrica - DSports                                                |
| Malàisia - Astro                                                        |
| Mèxic - TUDN (TelevisaUnivision) y TV Azteca                            |
| Mònaco - TF1                                                            |
| Nigèria - SuperSport                                                    |
| Noruega - Nordic Entertainment Group                                    |
| Nova Zelanda - Sky Sport i Television New Zealand                       |
| Països Baixos- NPO (NOS)                                                |
| Perú - Latina                                                           |
| Polònia - Nordic Entertainment Group                                    |
| Puerto Rico - FOX i Telemundo                                           |
| Regne Unit - BBC i ITV                                                  |
| Sud-àfrica - SuperSport                                                 |
| Suècia - Nordic Entertainment Group                                     |
| Vietnam - VTV                                                           |
| Veneçuela - Televen                                                     |

### Patrocinis
| Adidas    |
| Coca-Cola |
| Wanda     |

| VISA |
| Xero |

| Algorand |

## Format de competició
Els 32 equips que participen en la fase final es divideixen en 8 grups de 4 equips cadascun i s'enfronten una vegada entre si, mitjançant el sistema de tots contra tots. Segons el resultat de cada partit s'atorguen tres punts al guanyador, un punt a cada equip en cas d'empat, i cap al perdedor.
Passen a la següent ronda els dos equips de cada grup millor situats en la taula de posicions final. Segons el que s'estableix en l'article 32, secció 5 del reglament del torneig, l'ordre de classificació es determina tenint en compte els següents criteris, en ordre de preferència:
1. El major nombre de punts obtinguts.
2. La major diferència de gols.
3. El major nombre de gols a favor.

Si dos o més equips queden igualats segons els criteris anteriors, s'usaran els següents criteris:
1. El major nombre de punts obtinguts en els partits entre els equips en qüestió.
2. La major diferència de gols en aquests mateixos enfrontaments.
3. El major nombre de gols anotats per cada equip en els partits disputats entre si.
4. Punts de joc net.
5. Sorteig del comitè organitzador de la Copa Mundial.

El sistema de punts de joc net pren en consideració les targetes grogues i vermelles rebudes en tots els partits de la fase de grups, deduint punts com s'indica en la següent llista:
- primera targeta groga: menys 1 punt
- targeta vermella indirecta (segona targeta groga): menys 3 punts
- targeta vermella directa: menys 4 punts
- targeta groga i vermella directa: menys 5 punts

La segona ronda inclou totes les fases des dels vuitens de final fins a la final. El guanyador de cada partit passa a la següent fase i el perdedor queda eliminat. Els equips perdedors de les semifinals juguen un partit pel tercer lloc. En el partit final, el guanyador obté la Copa del Món.
Si el partit acaba empatat es juga una pròrroga. Si el resultat segueix igualat, es decideix amb tirs des del punt penal.

### Classificació
El 24 de desembre de 2020 El Bureau del Consell de la FIFA va confirmar la nova assignació de les 32 places.
- AFC: 6 places*
- CAF: 4 places
- Concacaf: 4 places
- Conmebol: 3 places
- OFC: 1 places*
- UEFA: 11 places
- Repesca Intercontinental: 3 places

(*) Austràlia i Nova Zelanda tidran directament una plaça assignada a les seves confederacions, la AFC i a la OFC respectivament.
- Places disponibles per a participar en la Repesca Intercontinental de 2023:
  - AFC: 2 places
  - CAF: 2 places
  - Concacaf: 2 places
  - Conmebol: 2 places
  - OFC: 1 plaça
  - UEFA: 1 plaça.

En cursiva els equips debutants.
| Equips participants | Equips participants | Equips participants | Equips participants |
| ------------------- | ------------------- | ------------------- | ------------------- |
| Alemanya            | Costa Rica          | Itàlia              | Sud-àfrica          |
| Argentina           | Dinamarca           | Jamaica             | Suècia              |
| Austràlia           | Espanya             | Japó                | Suïssa              |
| Brasil              | Estats Units        | Marroc              | Vietnam             |
| Canadà              | Filipines           | Nigèria             | Zàmbia              |
| Xina                | França              | Noruega             | Per definir         |
| Colòmbia            | Anglaterra          | Nova Zelanda        | Per definir         |
| Corea del Sud       | Irlanda             | Països Baixos       | Per definir         |

### Sorteig
El sorteig oficial es va realitzar el 22 d'octubre de 2022 a les 19.30 (UTC+13 NZDT) en l'Aotea Centre, a Auckland, Nova Zelanda.
Els bombos van ser ordenats d'acord amb la classificació mundial femenina de la FIFA publicada el 13 d'octubre de 2022. A excepció de la UEFA, els equips de la mateixa confederació no podran quedar enquadrats en el mateix grup.
A Nova Zelanda i Austràlia, totes dues amfitriones, se'ls van assignar les posicions A1 i B1, respectivament.
| Bombo 1 cap de sèrie | Bombo 2                                                                                                 | Bombo 3 | Bombo 4 |
| --- | --- | --- | --- |
| Nova Zelanda (22) (coamfitrió) Austràlia (13) (coamfitrió) Estats Units (1) Suècia (2) Alemanya(3) Anglaterra (4) França (5) Espanya (6) | Canadà (7) Països Baixos (8) Brasil (9) Japó (11) Noruega (12) Itàlia (14) Xina (15) Corea del Sud (17) | Dinamarca (18) Suïssa (21) Irlanda (24) Colòmbia (27) Argentina (29) Vietnam (34) Costa Rica (37) Jamaica (43) | Nigèria (45) Filipines (53) Sud-àfrica (54) Marroc (76) Zàmbia (81) Guanyador Repesca Grup A Guanyador Repesca Grup B Guanyador Repesca Grup C |

## Fase de grups

### Grup A
| Equip        | Pts. | PJ | PG | PE | PP | GF | GC | Dif. |
| ------------ | ---- | -- | -- | -- | -- | -- | -- | ---- |
| Suïssa       | 4    | 2  | 1  | 1  | 0  | 2  | 0  | +2   |
| Nova Zelanda | 3    | 2  | 1  | 0  | 1  | 1  | 1  | +0   |
| Filipines    | 3    | 2  | 1  | 0  | 1  | 1  | 2  | -1   |
| Noruega      | 1    | 2  | 0  | 1  | 1  | 0  | 1  | -1   |

### Grup B
| Equip     | Pts. | PJ | PG | PE | PP | GF | GC | Dif. |
| --------- | ---- | -- | -- | -- | -- | -- | -- | ---- |
| Austràlia | 3    | 1  | 1  | 0  | 0  | 1  | 0  | 1    |
| Irlanda   | 0    | 1  | 0  | 0  | 1  | 0  | 1  | -1   |
| Nigèria   | 0    | 0  | 0  | 0  | 0  | 0  | 0  | 0    |
| Canadà    | 0    | 0  | 0  | 0  | 0  | 0  | 0  | 0    |

### Grup C
| Equip      | Pts. | PJ | PG | PE | PP | GF | GC | Dif. |
| ---------- | ---- | -- | -- | -- | -- | -- | -- | ---- |
| Espanya    | 0    | 0  | 0  | 0  | 0  | 0  | 0  | 0    |
| Costa Rica | 0    | 0  | 0  | 0  | 0  | 0  | 0  | 0    |
| Zàmbia     | 0    | 0  | 0  | 0  | 0  | 0  | 0  | 0    |
| Japó       | 0    | 0  | 0  | 0  | 0  | 0  | 0  | 0    |

### Grup D
| Equip                    | Pts. | PJ | PG | PE | PP | GF | GC | Dif. |
| ------------------------ | ---- | -- | -- | -- | -- | -- | -- | ---- |
| Anglaterra               | 0    | 0  | 0  | 0  | 0  | 0  | 0  | 0    |
| Guanyador Repesca Grup B | 0    | 0  | 0  | 0  | 0  | 0  | 0  | 0    |
| Dinamarca                | 0    | 0  | 0  | 0  | 0  | 0  | 0  | 0    |
| Xina                     | 0    | 0  | 0  | 0  | 0  | 0  | 0  | 0    |

### Grup E
| Equip                    | Pts. | PJ | PG | PE | PP | GF | GC | Dif. |
| ------------------------ | ---- | -- | -- | -- | -- | -- | -- | ---- |
| Estats Units             | 0    | 0  | 0  | 0  | 0  | 0  | 0  | 0    |
| Vietnam                  | 0    | 0  | 0  | 0  | 0  | 0  | 0  | 0    |
| Països Baixos            | 0    | 0  | 0  | 0  | 0  | 0  | 0  | 0    |
| Guanyador Repesca Grup A | 0    | 0  | 0  | 0  | 0  | 0  | 0  | 0    |

### Grup F
| Equip                    | Pts. | PJ | PG | PE | PP | GF | GC | Dif. |
| ------------------------ | ---- | -- | -- | -- | -- | -- | -- | ---- |
| França                   | 0    | 0  | 0  | 0  | 0  | 0  | 0  | 0    |
| Jamaica                  | 0    | 0  | 0  | 0  | 0  | 0  | 0  | 0    |
| Brasil                   | 0    | 0  | 0  | 0  | 0  | 0  | 0  | 0    |
| Guanyador Repesca Grup C | 0    | 0  | 0  | 0  | 0  | 0  | 0  | 0    |

### Grup G
| Equip      | Pts. | PJ | PG | PE | PP | GF | GC | Dif. |
| ---------- | ---- | -- | -- | -- | -- | -- | -- | ---- |
| Suècia     | 0    | 0  | 0  | 0  | 0  | 0  | 0  | 0    |
| Sud-àfrica | 0    | 0  | 0  | 0  | 0  | 0  | 0  | 0    |
| Itàlia     | 0    | 0  | 0  | 0  | 0  | 0  | 0  | 0    |
| Argentina  | 0    | 0  | 0  | 0  | 0  | 0  | 0  | 0    |

### Grup H
| Equip         | Pts. | PJ | PG | PE | PP | GF | GC | Dif. |
| ------------- | ---- | -- | -- | -- | -- | -- | -- | ---- |
| Alemanya      | 0    | 0  | 0  | 0  | 0  | 0  | 0  | 0    |
| Marroc        | 0    | 0  | 0  | 0  | 0  | 0  | 0  | 0    |
| Colòmbia      | 0    | 0  | 0  | 0  | 0  | 0  | 0  | 0    |
| Corea del Sud | 0    | 0  | 0  | 0  | 0  | 0  | 0  | 0    |